# 황도학회
황도학회(皇道學會)는 일제강점기 말기에 경성부에서 조직된 신토 학습 단체이다.

## 목적
1940년 12월에 부민관에서 결성식을 갖고 창립되었다. 황도사상 보급이 목적이라, 비슷한 시기에 창립된 문명기 중심의 황도선양회와 유사한 면이 있다. 황도선양회가 일반 가정에 대한 가미다나 보급과 국방헌금 헌납에 주력한데 반하여, 황도학회는 좀 더 학술적인 차원의 활동을 벌였다.
목표는 '내선일체의 완성'을 내걸었고, 황도사상을 교육, 선전하는 역할을 했다. 발기인 대표는 이광수가 맡고, 여러 명사들이 참여하였다. 설립취지서에서는 "본시의 조선 사람 그대로는 황국신민이 될 수가 없다"고 분석하면서, "내선일체의 실천을 위해 일본정신을 깨닫고 황도정신을 받들"기 위해 설립한 것으로 취지를 밝혔다.

## 조직과 활동
회장은 교육인 신봉조, 이사로는 일본인 외에 기독교 지도자 구자옥, 문인 박영희와 정인섭, 친일 이론가 손홍원, 현영섭, 김택용 등이 참여했다.
활동 내용은 다음과 같다.
1. 황도사상의 학습
2. 황도정신의 일반에 대한 보급
3. 신사참배의 실천과 장려

주요 활동은 대화숙에서 황도강습회를 개최하여 황도사상을 학습하고 선전한 것이다. 학습 교재로 일본 역사책인 《고지키》와 《니혼쇼키》, 그리고 《칙어집》 등을 사용하였다. 부여신궁 건립에는 근로봉사대를 조직하여 파견하였다.

## 참고 자료
- 친일인명사전편찬위원회 (2004년 12월 27일). 《일제협력단체사전 - 국내 중앙편》. 서울: 민족문제연구소. 376~377쪽쪽. ISBN 8995330724.